# Bangkok
Bangkok (กรุงเทพฯ, กรุงเทพมหานคร sau Krung Thep în thailandeză) este capitala și cel mai mare oraș al Thailandei. Conform recensământului din 2010, populația sa este de 8.305.218 de locuitori, dar conform estimării din 2020, populația sa este de 10.539.000 de locuitori. Orașul este printre cele mai populare destinații de turism din lume, stațiune balneoclimaterică cu ieșire la Golful Thailandei, și în ultimii ani a devenit un centru economic și social care să rivalizeze cu Hong Kong și Singapore.
Bangkok își are rădăcinile într-un mic post comercial din timpul Regatului Ayutthaya în secolul al XV-lea, care în cele din urmă a crescut și a devenit locul a două capitale, Thonburi în 1768 și Rattanakosin în 1782. Bangkok a fost în centrul modernizării Siamului, mai târziu, redenumită Thailanda, la sfârșitul secolului al XIX-lea, deoarece țara se confrunta cu presiunile din partea Occidentului.  Orașul a fost în centrul luptelor politice ale Thailandei de-a lungul secolului al XX-lea, deoarece țara a abolit monarhia absolută, a adoptat o guvernare constituțională și a suferit numeroase lovituri de stat și mai multe revolte. Orașul, încorporat ca zonă administrativă specială sub Administrația Metropolitană Bangkok în 1972, a crescut rapid în anii 1960 până în anii 1980 și acum exercită un impact semnificativ asupra politicii, economiei, educației, mass-media și societății moderne din Thailanda.
Boom-ul investițiilor asiatice din anii 1980 și 1990 a determinat multe corporații multinaționale să își instaleze sediul regional în Bangkok.  Orașul este acum o forță regională în finanțe și afaceri. Este un centru internațional pentru transport și îngrijire medicală și a apărut ca un centru pentru arte, modă și divertisment. Orașul este cunoscut pentru viața de stradă și reperele culturale, precum și pentru cartierele sale roșii. Marele Palat și templele budiste, inclusiv Wat Arun și Wat Pho, stau în contrast cu alte atracții turistice, cum ar fi scenele cu viața de noapte din Khaosan Road și Patpong. Bangkok se numără printre destinațiile turistice de top din lume și a fost numit în mod constant cel mai vizitat oraș din lume în mai multe clasamente internaționale.
Creșterea rapidă a Bangkokului, cuplată cu puțină planificare urbană a dus la un peisaj urban accidentat și o infrastructură inadecvată. În ciuda unei rețele extinse de autostrăzi, o rețea de drumuri inadecvată și utilizarea substanțială a mașinilor private au dus la congestionarea traficului cronic și paralizant, care a provocat o poluare severă a aerului în anii 1990. De atunci, orașul a apelat la transportul public în încercarea de a rezolva problema, exploatând cinci linii de tranzit rapid și construind alte mijloace de transport public, dar congestia rămâne o problemă predominantă. Orașul se confruntă cu amenințări de mediu pe termen lung, cum ar fi creșterea nivelului mării din cauza schimbărilor climatice.

## Nume

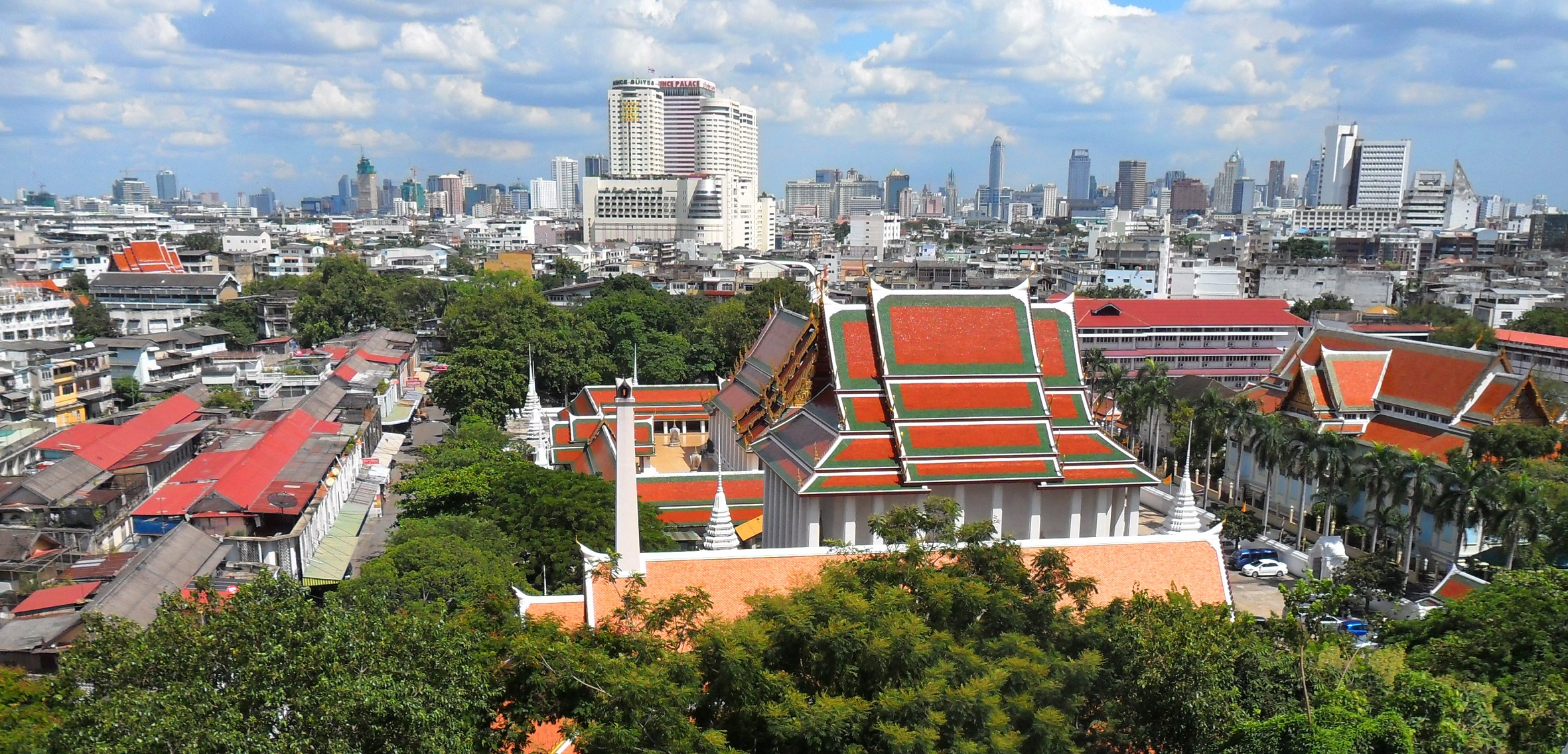
Bangkok

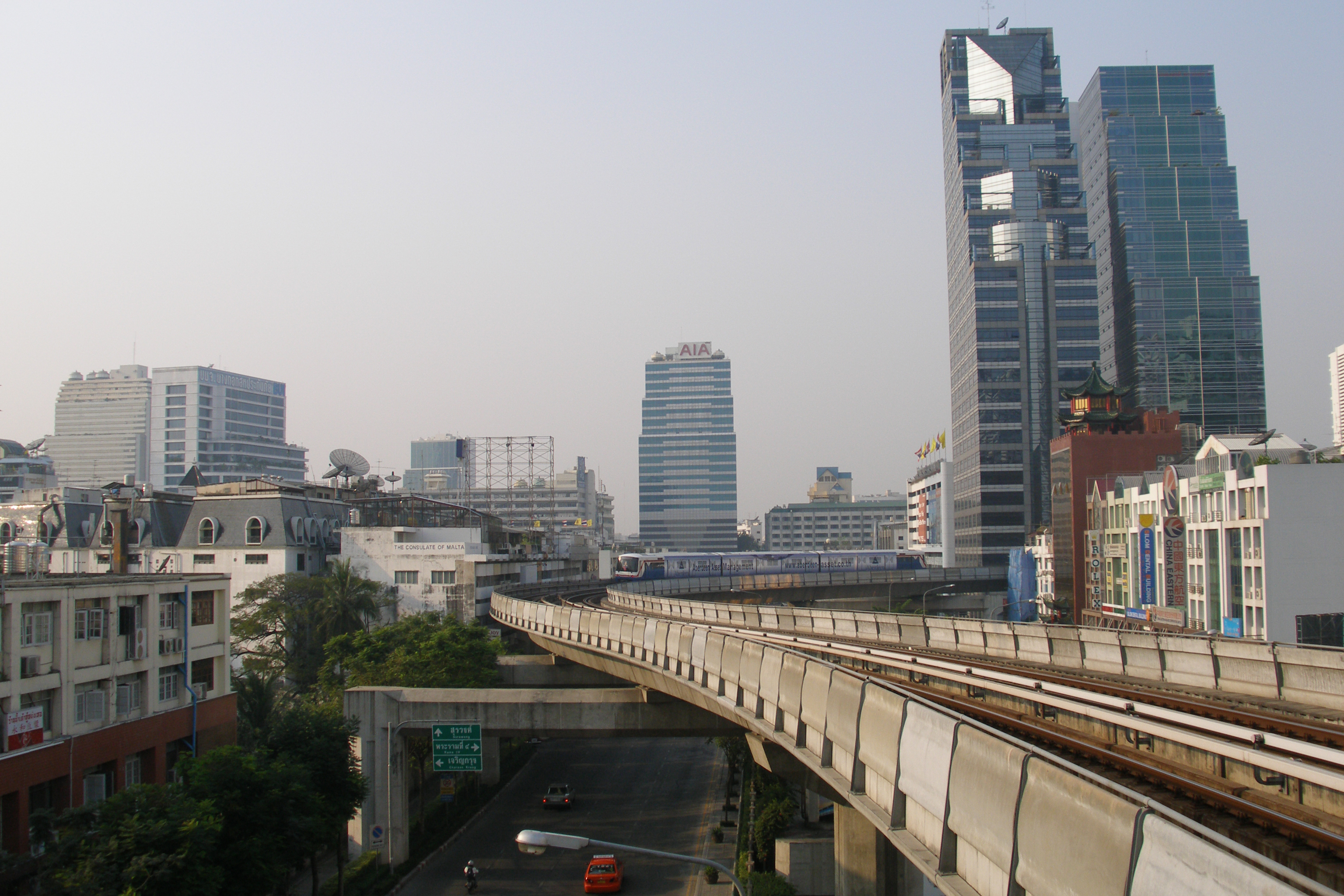
Bangkok

Deși cunoscut pe scurt ca Krung Thep în thailandeză, orașul are printre cele mai lungi nume din lume pentru o localitate:
กรุงเทพมหานคร อมรรัตนโกสินทร์ มหินทรายุธยามหาดิลก ภพนพรัตน์ ราชธานีบุรีรมย์ อุดมราชนิเวศน์ มหาสถาน อมรพิมาน อวตารสถิต สักกะทัตติยะ วิษณุกรรมประสิทธิ์
Krung Thep Mahanakhon Amon Rattanakosin Mahinthara Ayuthaya Mahadilok Phop Noppharat Ratchathani Burirom Udomratchaniwet Mahasathan Amon Piman Awatan Sathit Sakkathattiya Witsanukam Prasit.

## Clima
| Date climatice pentru Bangkok Metropolis                                                                      | Date climatice pentru Bangkok Metropolis | Date climatice pentru Bangkok Metropolis | Date climatice pentru Bangkok Metropolis | Date climatice pentru Bangkok Metropolis | Date climatice pentru Bangkok Metropolis | Date climatice pentru Bangkok Metropolis | Date climatice pentru Bangkok Metropolis | Date climatice pentru Bangkok Metropolis | Date climatice pentru Bangkok Metropolis | Date climatice pentru Bangkok Metropolis | Date climatice pentru Bangkok Metropolis | Date climatice pentru Bangkok Metropolis | Date climatice pentru Bangkok Metropolis |
| Luna | Ian                                      | Feb                                      | Mar                                      | Apr                                      | Mai                                      | Iun                                      | Iul                                      | Aug                                      | Sep                                      | Oct                                      | Nov                                      | Dec                                      | Anual                                    |
| --- | ---------------------------------------- | ---------------------------------------- | ---------------------------------------- | ---------------------------------------- | ---------------------------------------- | ---------------------------------------- | ---------------------------------------- | ---------------------------------------- | ---------------------------------------- | ---------------------------------------- | ---------------------------------------- | ---------------------------------------- | ---------------------------------------- |
| Maxima medie °C (°F)                                                                                          | 32.5 (90,5)                              | 33.3 (91,9)                              | 34.3 (93,7)                              | 35.4 (95,7)                              | 34.4 (93,9)                              | 33.6 (92,5)                              | 33.2 (91,8)                              | 32.9 (91,2)                              | 32.8 (91)                                | 32.6 (90,7)                              | 32.4 (90,3)                              | 31.7 (89,1)                              | 33,3 (91,9)                              |
| Media zilnică °C (°F)                                                                                         | 27.6 (81,7)                              | 28.9 (84)                                | 30.1 (86,2)                              | 31.2 (88,2)                              | 30.5 (86,9)                              | 29.9 (85,8)                              | 29.5 (85,1)                              | 29.2 (84,6)                              | 28.9 (84)                                | 28.7 (83,7)                              | 28.1 (82,6)                              | 26.9 (80,4)                              | 29,13 (84,43)                            |
| Minima medie °C (°F)                                                                                          | 22.6 (72,7)                              | 24.4 (75,9)                              | 25.9 (78,6)                              | 26.9 (80,4)                              | 26.3 (79,3)                              | 26.1 (79)                                | 25.7 (78,3)                              | 25.5 (77,9)                              | 25.0 (77)                                | 24.8 (76,6)                              | 23.9 (75)                                | 22.0 (71,6)                              | 24,9 (76,8)                              |
| Minima istorică °C (°F)                                                                                       | 9.9 (49,8)                               | 14.0 (57,2)                              | 15.7 (60,3)                              | 20.0 (68)                                | 21.1 (70)                                | 21.1 (70)                                | 21.8 (71,2)                              | 21.8 (71,2)                              | 21.1 (70)                                | 18.3 (64,9)                              | 15.0 (59)                                | 10.5 (50,9)                              | 9,9 (49,8)                               |
| Precipitații mm (inches)                                                                                      | 13.3 (0.524)                             | 20.0 (0.787)                             | 42.1 (1.657)                             | 91.4 (3.598)                             | 247.7 (9.752)                            | 157.1 (6.185)                            | 175.1 (6.894)                            | 219.3 (8.634)                            | 334.3 (13.161)                           | 292.1 (11.5)                             | 49.5 (1.949)                             | 6.3 (0.248)                              | 1.648,2 (64,89)                          |
| Umiditate [%]                                                                                                 | 68                                       | 72                                       | 72                                       | 72                                       | 75                                       | 74                                       | 75                                       | 76                                       | 79                                       | 78                                       | 70                                       | 66                                       | 73                                       |
| Nr. mediu de zile ploioase (≥ 1 mm)                                                                           | 1                                        | 3                                        | 3                                        | 6                                        | 16                                       | 16                                       | 18                                       | 20                                       | 21                                       | 17                                       | 6                                        | 1                                        | 128                                      |
| Ore însorite                                                                                                  | 272.8                                    | 251.4                                    | 269.7                                    | 258.0                                    | 217.0                                    | 177.0                                    | 170.5                                    | 161.2                                    | 156.0                                    | 198.4                                    | 234.0                                    | 263.5                                    | 2.629,5                                  |
| Sursa nr. 1: High/low temps, humidity (1981–2010): RID; Rainy days (1961–1990): TMD Rainfall (1981-2010): RID |                                          |                                          |                                          |                                          |                                          |                                          |                                          |                                          |                                          |                                          |                                          |                                          |                                          |
| Sursa nr. 2: Pogodaiklimat.ru(High/Low Record) Sunshine hours: NOAA                                           |                                          |                                          |                                          |                                          |                                          |                                          |                                          |                                          |                                          |                                          |                                          |                                          |                                          |

## Personalități născute aici
- Sulak Sivaraksa (n. 1933), profesor, activist budist;
- Mantak Chia (n. 1944), scriitor, maestru taoist;
- Beatrice Heuser (n. 1961), specialistă în politologie, istorie;
- Mai Charoenpura (n. 1969), actriță.